# Paracles cajetani
Paracles cajetani är en fjärilsart som beskrevs av Rothschild 1910. Paracles cajetani ingår i släktet Paracles och familjen björnspinnare. Inga underarter finns listade i Catalogue of Life.